# Salvadorianische Beachhandball-Nationalmannschaft der Männer
Die salvadorianische Beachhandball-Nationalmannschaft der Frauen repräsentiert den salvadorianischen Handballverband als Auswahlmannschaft auf internationaler Ebene bei Länderspielen im Beachhandball gegen Mannschaften anderer nationaler Verbände.
Weder eine als Unterbau fungierende Nationalmannschaft der Junioren noch ein weibliches Pendant wurden bislang gegründet.

## Geschichte
El Salvador ist bislang die einzige Nation Festland-Mittelamerikas, die bislang je eine männliche Nationalmannschaft im Beachhandball gegründet hat und neben Guatemala geschlechtsübergreifend das einzige Land Mittelamerikas, das bislang eine Nationalmannschaft im Beachhandball aufstellte. Der Verband hat dieses Nationalteam bisher jedoch nur einmal, 2012 als Gastland zu den ersten Juegos Bolivarianos de Playa, zu einer internationalen Meisterschaft entsandt. Bei dem vergleichsweise gut besuchten Turnier mit sechs Mannschaften der nur zehn Teilnehmerstaaten der Juegos Bolivarianos de Playa des Jahres platzierten sich die salvadorianischen Frauen als Letzte des Turniers auf den sechsten Platz.

## Teilnahmen
| World Games - 2001: nicht eingeladen - 2005: nicht eingeladen - 2009: nicht qualifiziert - 2013: nicht qualifiziert - 2017: nicht qualifiziert - 2022: nicht qualifiziert World Beach Games - 2019: nicht qualifiziert - 2023: nicht qualifiziert | Weltmeisterschaften - 2001: abgesagt - 2004: nicht qualifiziert - 2006: nicht qualifiziert - 2008: nicht qualifiziert - 2010: nicht qualifiziert - 2012: nicht qualifiziert - 2014: nicht qualifiziert - 2016: nicht qualifiziert - 2018: nicht qualifiziert - 2020: nicht qualifiziert, abgesagt - 2022: nicht qualifiziert | Südamerikanische Beach Games - 2009: nicht teilgenommen - 2011: nicht teilgenommen - 2014: nicht teilgenommen - 2019: nicht teilgenommen - 2023: Beachgames Zentralamerikas und der Karibik - 2022: nicht qualifiziert Juegos Bolivarianos de Playa - 2012: 6. - 2014: nicht teilgenommen - 2016: nicht teilgenommen | Pan-Amerikanische Meisterschaften - 2004: nicht teilgenommen - 2008: nicht teilgenommen - 2012: nicht teilgenommen - 2014: nicht teilgenommen - 2016: nicht teilgenommen - 2018: nicht teilgenommen Süd- und Mittelamerikanische Meisterschaften - 2019: nicht teilgenommen - 2022: nicht teilgenommen |

- BBG 2012: Carlos Mauricio Chávez Alas • Ricardo Adolfo Espinoza Ramos • Luis Mario González Quijano • Eduardo Adonay Guillen Candray • Romeo Daniel Guillén Candray • Omar Enrriquez Lopez Orellana • Ariel Antonio Merino Cruz • Jossue Aníbal Merino Cruz[2]